# 友誼塔
友誼塔（ゆうぎとう）は、朝鮮民主主義人民共和国（北朝鮮）の平壌市にある記念建築物。朝中友誼塔（ちょうちゅうゆうぎとう）とも呼ばれる。

## 概要
友誼塔は、1950年6月に始まった朝鮮戦争に北朝鮮を支援するために参戦した中華人民共和国（中国）の中国人民志願軍の戦死した軍人たちの功績を顕彰するため、1959年10月25日に平壌市の牡丹峰の北麓に建立された。友誼塔は「中朝親善」の象徴として、現在でも定期的に駐北朝鮮中国大使館員や中国政府の国賓などが献花に訪れている。